# Errina cheilopora
Errina cheilopora is een hydroïdpoliep uit de familie Stylasteridae. De poliep komt uit het geslacht Errina. Errina cheilopora werd in 1983 voor het eerst wetenschappelijk beschreven door Cairns. 